# هلموت دودک
هلموت دودک (انگلیسی: Helmut Dudek; ۱۴ دسامبر ۱۹۵۷ – ۲۲ مهٔ ۱۹۹۴) بازیکن فوتبال اهل لهستان بود.
از باشگاه‌هایی که در آن بازی کرده‌است می‌توان به باشگاه فوتبال بروسیا مونشن‌گلادباخ اشاره کرد.